# Георги Георгиев – Готи
Георги Георгиев – Готи е български попфолк певец и политик, основател и председател на партия „Българско национално обединение“ (БНО).
Той е автор е на документалния филм – „Осмото чудо“, където е продуцент, автор, водещ и режисьор.

## Биография
Георги Георгиев е роден в град Видин, Народна република България. Завършва паралелка по банково, застрахователно и осигурително дело, след което висше образование със специалност „Социални дейности“. По-късно започва да изучава и актьорско майсторство.

## Политическа дейност
На местните избори през 2019 г. е кандидат от БНО за кмет на Столична община, като негово мото по време на кампанията е „Да направим от тиквата тиквеник за народа“. Получава 471 гласа, или 0,11% подкрепа.
На предсрочните парламентарни избори през 2023 г. е кандидат за народен представител от БНО, водач и единствен кандидат на листата за 14 МИР Перник.